# Bateria de Santa Engràcia
La Bateria de Santa Engràcia és un emplaçament d'artilleria i estructura militar de defensa d'època moderna del límit dels termes comunals d'Arles i dels Banys d'Arles i Palaldà, a la comarca del Vallespir, de la Catalunya del Nord.
Està situada al límit dels termes esmentats, al sud-oest de l'ermita romànica de Santa Engràcia de Montalbà, al nord, bastant allunyat, del Coll de Paracolls.
Constituïa part de les defenses construïdes per Sébastien Le Prestre de Vauban a la Catalunya del Nord. Estava associat al proper Fort dels Banys, i, com el Fort, tingué un paper important en la repressió contra la Revolta dels Angelets de la Terra. Se sap que aquesta era la Bateria Gran, i que n'existia una de Petita, però aquesta darrera es desconeix on era.
Diverses excursions de la zona del Vallespir Mitjà tenen aquest coll com a escenari d'una part del seu recorregut.